# Altar
|  | Per a altres significats sobre altar, vegeu «altar (constel·lació)». |

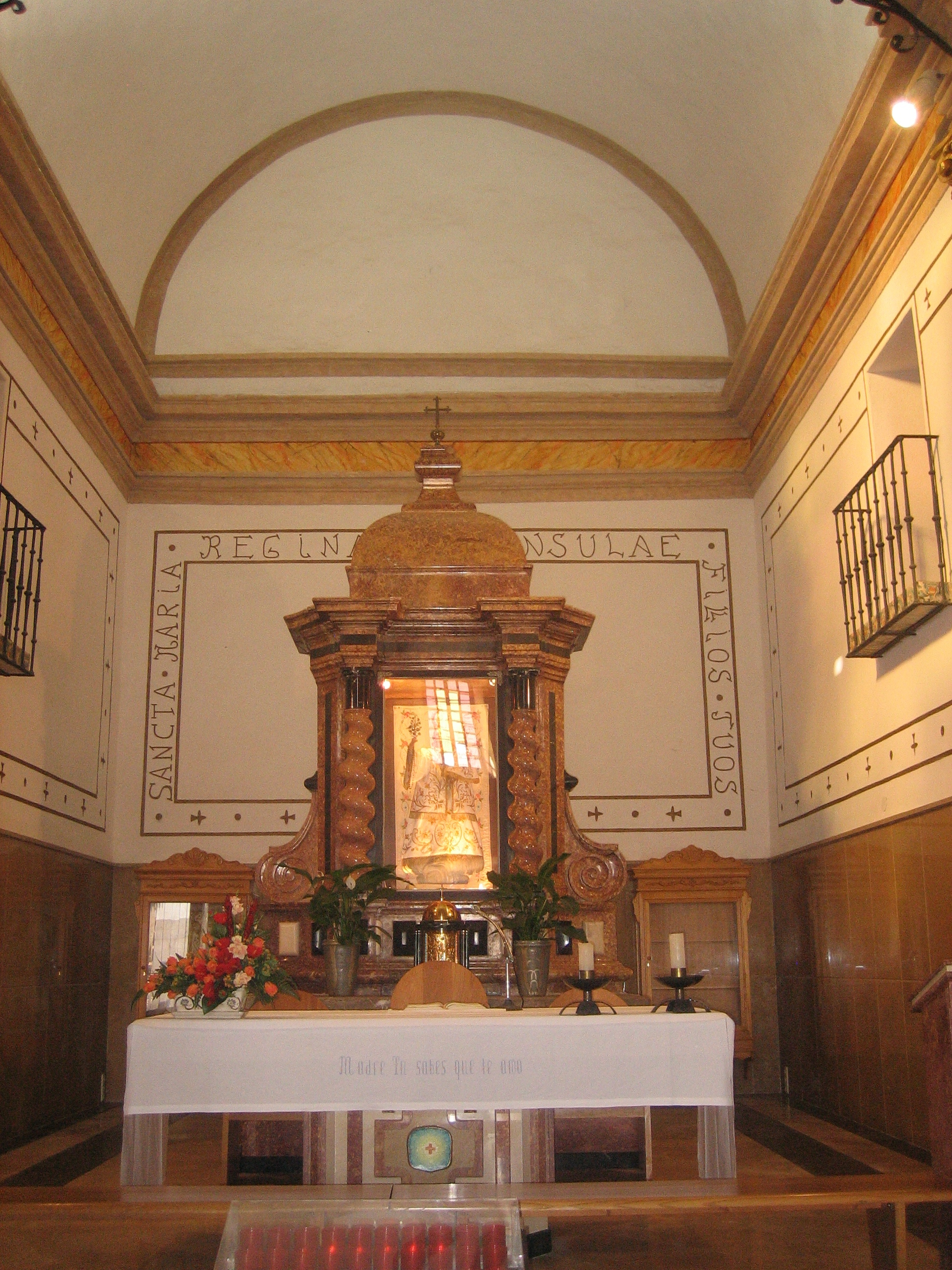
Altar major de la Mare de Déu de l'Ermitana de Peníscola

Un altar és una estructura damunt de la qual se celebren rituals religiosos com ara sacrificis, ofrenes, etc. Els altars acostumen a ser el lloc més important d'un temple, una església, etc. Els temples i llocs de culte d'una gran majoria de religions acostumen a estar presidits per altars. També es poden trobar altars en l'àmbit domèstic, sovint dedicats al culte als avantpassats, com el larari dels romans. També hi ha altars laics que obeeixen a la voluntat de sacralitzar fets memorables.
Històricament, s'han fet servir com a altars roques i altres elements naturals encara que les seves formes més habituals són la d'ara (un monòlit, una base de columna), més habitual al món antic, i la de mesa (del llatí, mensa) o taula adoptada pel cristianisme.
L'altar serveix per dipositar-hi els objectes del culte o ritus, i per destacar el protagonisme del celebrant o oficiant (normalment un sacerdot), de manera que quedi separat de la resta d'assistents, i subratllar d'aquesta manera el seu contacte més estret amb la divinitat.

## Altars en les civilitzacions del món antic
Al món grec sobresurt el monumental Altar de Zeus a Pèrgam, d'època hel·lenística.
Al món romà també es troben altars monumentals com l'Ara Pacis (Altar de la Pau) erigit a Roma en honor de l'emperador August.
A les domus romanes s'hi acostumava a trobar el larari, petit altar domèstic dedicat al culte dels déus Lars.
Vitruvi (De Architectura, Llibre IV, capítol novè) prescriu que els altars dels temples romans han de fer-se sempre mirant cap a orient i que s'han de col·locar en un pla inferior al de les estàtues dels déus que hi haurà al temple.

## L'altar en les esglésies cristianes
A les esglésies cristianes l'altar és el lloc on se celebra l'eucaristia. Es troba a la part de l'església denominada presbiteri perquè és reservada als clergues o preveres. Normalment el presbiteri és elevat respecte de les parts de l'església que ocupen els fidels. Uns esglaons serveixen per remarcar els límits del presbiteri, que també es poden remarcar mitjançant un cancell o barana o mitjançant reixes. A les esglésies orientals aquesta separació la marca l'`iconòstasi.
Quan en una església hi ha diverses capelles amb altars, el principal s'anomena altar major.
La zona que queda per darrere de l'altar major s'anomena reraltar.
Segons les disposicions emanades del Concili Vaticà Segon els altars han de ser exempts, de manera que s'han de poder rodejar permetent la celebració de la missa de cara als fidels.
Prop de l'altar es troba un crucifix o creu d'altar i, en determinats períodes de l'any, el ciri pasqual encès. També es pot trobar prop de l'altar el tabernacle o sagrari on es guarda el pa de l'eucaristia consagrat (constituint l'anomenada "reserva eucarística").
El parament de l'altar és constituït per les tovalles litúrgiques. L'altar s'acostuma a embellir amb flors i amb ciris o espelmes suportades per candelers o canelobres. Antigament també es trobaven damunt de l'altar tres quadres amb uns textos que havia de dir el sacerdot durant la missa anomenats sacres.
Quant a la seva forma, es poden trobar altars constituïts per un bloc massís de pedra tallada. També n'hi ha que són com una caixa de fusta, molt habituals durant el període barroc, quan els retaules estaven adossats a l'altar. Aquests acostumen a tenir una forma que recorda un sarcòfag. Tanmateix la forma més habitual de l'altar en les esglésies cristianes és la de mesa (del llatí, mensa) o taula, constituïda per una llosa horitzontal o ara que pot ser sostinguda per columnetes o per un únic suport vertical anomenat tenant o stipes.
Aquesta llosa horitzontal o ara podia ser decorada, tal com mostren les ares d'altar romàniques Sant Serni de Tolosa (on fins i tot es troba inscrit el nom de l'autor, l'escultor Bernat Guilduí) o, les de la catedral de Girona, Cuixà i La Seu d'Urgell, entre d'altres
Un altar portàtil o ara portàtil és una petita llosa de pedra, sovint ornamentada, que es podia fer servir per a dir missa en un lloc que no havia estat prèviament consagrat. Destaca l'Ara portàtil de Sant Pere de Rodes, del segle x, conservada al Museu d'Art de Girona.
La consagració d'un altar requereix que hi siguin dipositades algunes relíquies, seguint el costum dels primers temps del cristianisme de celebrar la missa damunt de les tombes dels màrtirs cristians. Les relíquies es dipositen en un buit anomenat reconditori o "sepulcre", sovint embolcallades amb una peça de roba i guardades en una capseta o estoig anomenat lipsanoteca. Juntament amb les relíquies també es dipositava un pergamí que les autentificava i que deixava constància de l'acte de consagració de l'altar.
Per la importància que l'altar té dins d'una església cristiana, és el lloc al voltant del qual es concentren una majoria d'ornaments i elements decoratius propis de l'art cristià. Entre aquests destaquen el baldaquí, el frontal d'altar o antependi, sovint complementat amb els laterals d'altar, i sobretot el retaule que s'alça a la part de darrere del l'altar i que pot arribar a assolir un gran desenvolupament.

## Hinduisme

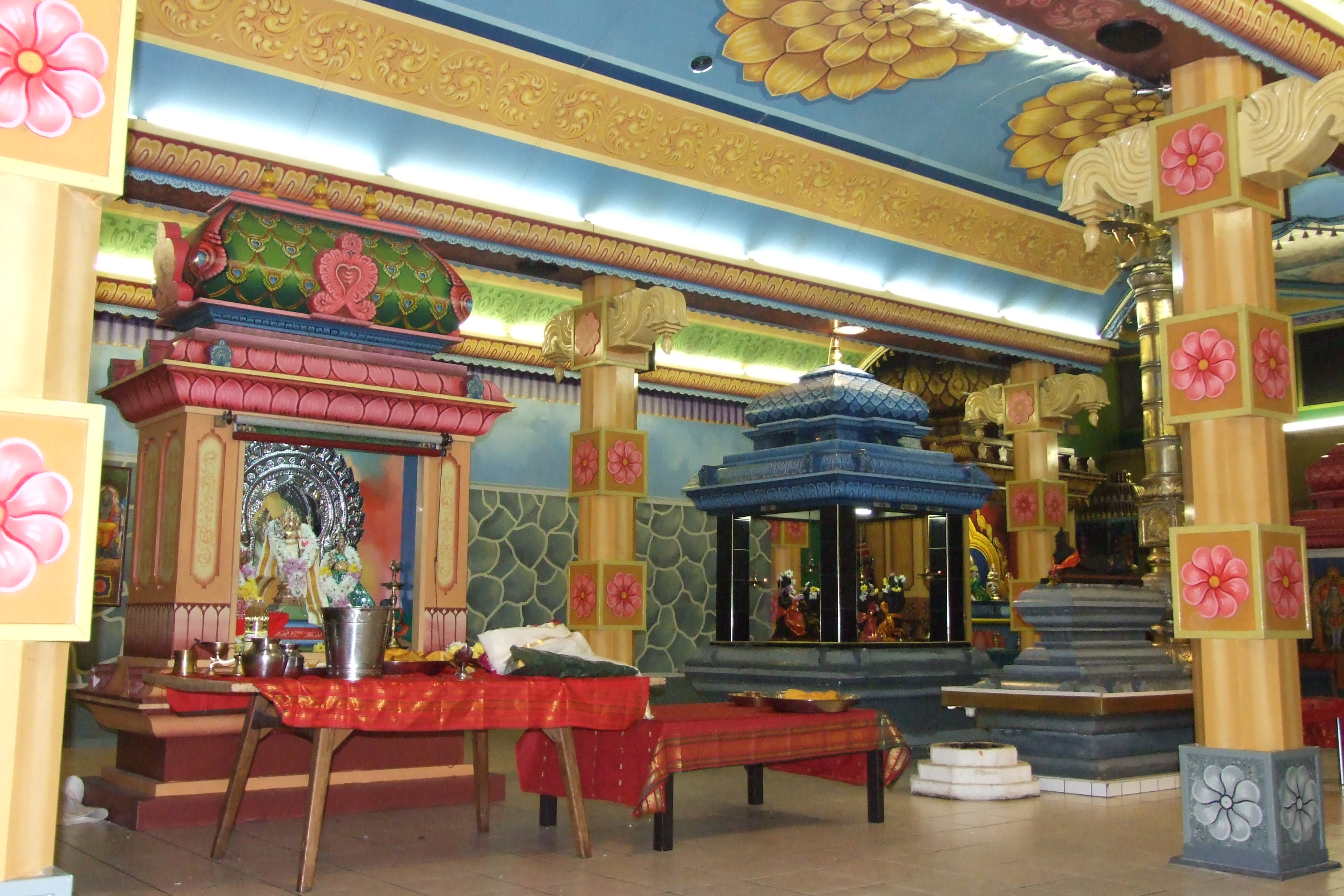
Murugan temple a Roermond, Holanda.

En l'hinduisme, els altars solen contenir imatges o estàtues de déus i deesses. Els altars grans i adornats es troben en els temples hindús, mentre que els altars més petits es troben a les llars i, a vegades, també a les botigues i restaurants gestionats per hindús. La paraula per a temple és mandir (sant: मन्दिर), l'altar  com a temple hipostasiat.

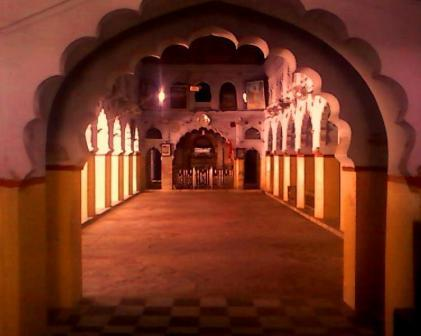
Shree Ganesh Mandir, Jhansi

En els temples del sud de l'Índia, sovint cada déu té el seu propi santuari, contingut en una casa en miniatura (concretament, un mandir). Aquests santuaris solen estar dispersos pel recinte del temple, estant els tres principals en la zona principal. L'estàtua del Déu (murti) es col·loca en un pedestal de pedra al santuari, s'hi pengen una o més llums. Sol haver-hi un espai per a col·locar la safata de licitació (safata amb ofrenes d'adoració). A l'exterior del santuari principal hi haurà una estàtua del vahana o vehicle del déu. Els santuaris tenen cortines penjades a les entrades i portes de fusta que es tanquen quan les Deïtats estan dormint. Alguns temples del sud de l'Índia tenen un altar principal, amb diverses estàtues col·locades sobre ell.

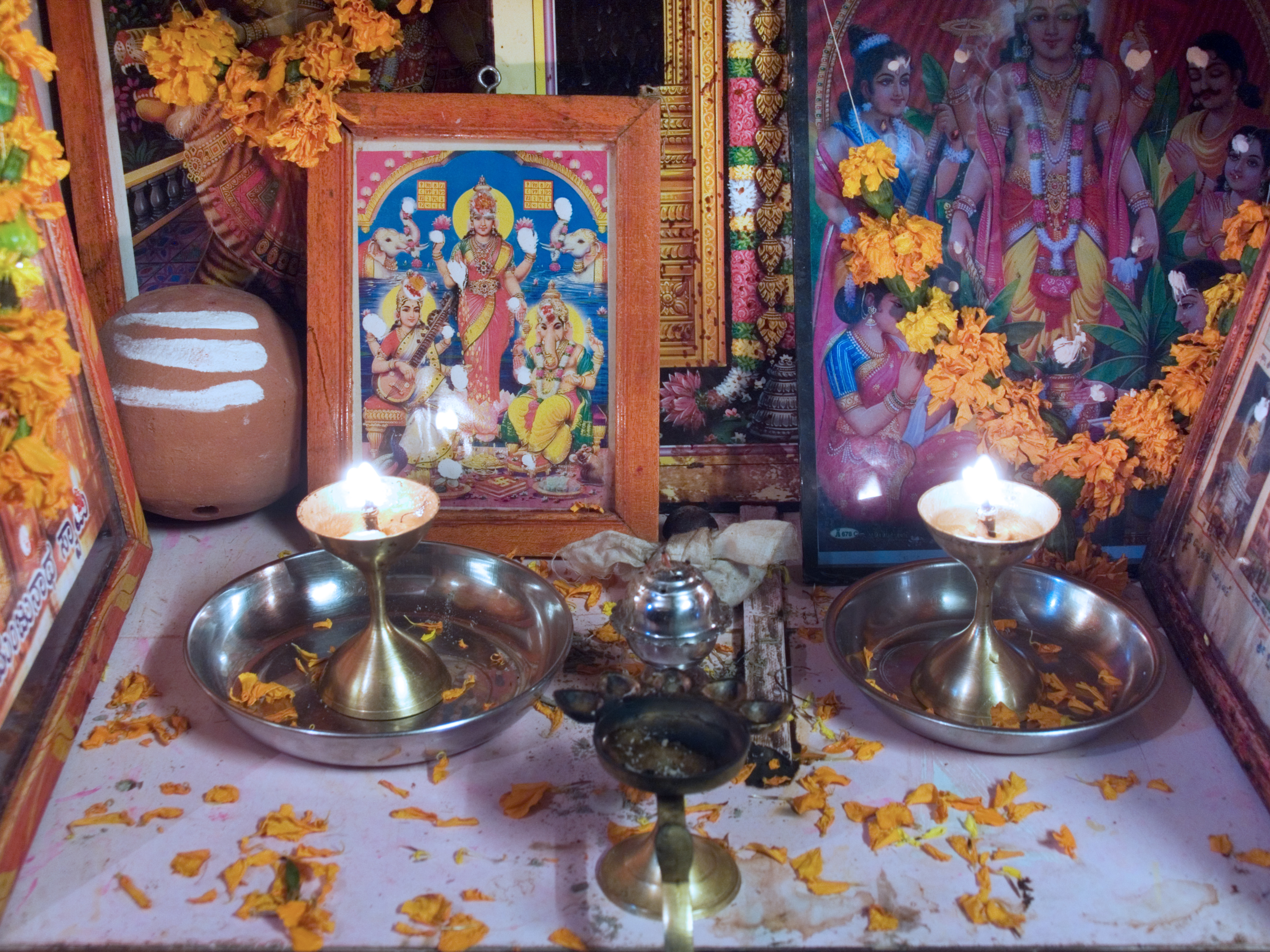
Un altar familiar a l'Índia.

Els temples del nord de l'Índia solen tenir un altar principal a la part davantera de la sala del temple. En alguns temples, la part davantera de la sala està separada amb parets i es col·loquen diversos altars a les alcoves. Les estàtues dels altars solen estar en parelles, cada déu amb el seu consort (Radha-Krishna, Sita-Rama, Shiva-Parvati). No obstant això, alguns déus, com Ganesha i Hanuman, es col·loquen tot sols. A l'altar s'hi poden col·locar objectes rituals, com a flors o llums.
Els santuaris casolans poden ser tan senzills o tan elaborats com l'amo de casa pugui permetre's. A l'Índia i en països amb grans minories hindús, com Malàisia i Singapur, es poden adquirir santuaris grans i adornats. Solen ser de fusta i tenir sòls de rajoles per a col·locar les estàtues. A les parets del santuari poden penjar-se quadres. La part superior del santuari pot tenir una sèrie de nivells, com una torre gopuram en un temple. Cada altar hindú tindrà almenys un llum d'oli i pot contenir també una safata amb material de licitació. Els hindús amb cases grans reservaran una habitació com a sala de licitació, amb l'altar en un extrem d'aquesta. Alguns hindús del sud també col·loquen un altar amb fotos dels seus familiars morts en el costat dret de l'habitació, i els fan ofrenes abans de fer-les als déus.

## Altars laics
Arran de la Revolució Francesa sorgeixen els altars laics, obeint a la voluntat de sacralitzar algun fet memorable. A França, després de la Revolució, s'erigiren els anomenats "Altars de la Pàtria" on hi havia inscrita la declaració dels drets de l'home. A Itàlia sobresurt especialment el Monument nacional a Víctor Manuel II també anomenat Altar de la Pàtria o Vittoriano, que es troba Roma i que va ser construït al segle xix per exaltar la unificació d'Itàlia.

## Fraseologia
- Semblar un altar parat (ser molt bell)
- rosegaaltars (rata d'església)